# El huidor
El huidor (La novela del arte) es la primera novela del escritor chileno Marcelo Mellado, publicada en 1992 como primera obra de la «Colección Narrativa» de la Editorial Ojo de Buey, dependiente del Instituto Superior de Arte y Comunicación, ARCOS.
El libro describe los recuerdos y reflexiones fugaces de un adulto joven, que se encuentra huyendo por la vida en más de un sentido. Para su narración el autor utiliza una escritura experimental, en la que emplea la escritura automática y un lenguaje poético, barroco, metaliterario y cargado de sexualidad.

## Estructura y contenido
El libro está dividido en los siguientes once capítulos:
1. Zonarrativa
2. La vía del arte
3. Zonanemiga
4. Zonalímite
5. El íntimo narrativo
6. Zonamorosa
7. Notas a la Zonamorosa
8. Zonadoméstica
9. La Interzonal
10. Zona terminal
11. Notas a la zona terminal